# Israel Tuyuka
Israel Fontes Dutra, também conhecido como Põrõ Israel Fontes Dutra, é um professor, médico e escritor brasileiro, de etnia tuyuka. Em 2022, tornou-se o primeiro candidato indígena ao governo do Amazonas, pelo PSOL.

## Biografia
Nascido em São Gabriel da Cachoeira, Amazonas, Israel Fontes Dutra é filho de (Yuhkuro) Avelino Dutra, um dos últimos líderes espirituais do rio Negro, e de Maria Olga Alves Fontes. Ele foi seminarista da Inspetoria Salesiana e é licenciado em Matemática pela Universidade Federal do Amazonas (UFAM), bem como possui mestrado em Geografia humana pela Universidade de São Paulo (USP) e Ciências sociais, com ênfase em etnologia indígena, pela Pontifícia Universidade Católica de São Paulo (PUC-SP). Em 2004, concorreu para vice-prefeito na eleição municipal em São Gabriel da Cachoeira, e em 2022, ao governo do estado do Amazonas.
Como médico, formado em 2020 pela Universidade do Estado do Amazonas (UEA), esteve na linha de frente no combate à pandemia de COVID-19, trabalhando como intensivista no Hospital Platão Araújo, em Manaus.

## Obras
- Bayá, kumu e Yaí: os pilares da identidade indígena do Uaupés (2018, com Yuhkuro Avelino Dutra)